# 범안로 (대구)
범안로(凡安路, Beoman-ro)는 대구광역시 수성구 범물동과 동구 율암동을 잇는 대구광역시의 도로이다. 2001년 5월 15일 대구종합경기장 주변 도로인 월드컵로, 유니버시아드로와 함께 개통되었다. 도로명의 의미는 범물동과 안심지구를 연결하는 주도로라는 뜻이다.

## 연혁
- 1997년 : 도로 착공[1]
- 2001년 5월 15일 : 대구스타디움 인근 대구광역시 수성구 범물동 ~ 달구벌대로 4.05km 구간 개통[2]
- 2001년 9월 24일 : 삼덕요금소 통행료 징수 개시. 요금은 승용차와 1t미만의 트럭 등 소형은 500원, 대형(1t이상 트럭)은 700원으로 결정[1]
- 2002년 5월 24일 : 잔여 구간인 달구벌대로 ~ 동구 율하동 구간 개통[3]
- 2002년 9월 1일 : 고모요금소 통행료 징수 개시. 요금은 소형자동차는 600원, 대형자동차는 800원으로 결정[3]
- 2005년 5월 10일 : 범안로 관리주체인 동부순환도로㈜가 주식 전량을 맥쿼리은행과 교보.대한.삼성 등 3개 보험사로 구성된 대구순환도로 컨소시엄에 매각[4]

## 주요 경유지
대구광역시
- 수성구 (범물동 · 삼덕동 · 연호동 · 가천동) - 동구 (율하동 · 율암동)

## 노선
- (■): 자동차 전용도로 구간

| 이름                        | 접속 노선                                 | 소재지            | 소재지            | 비고              |
| 앞산터널로와 직결           | 앞산터널로와 직결                         | 앞산터널로와 직결 | 앞산터널로와 직결 | 앞산터널로와 직결 |
| --------------------------- | ----------------------------------------- | ----------------- | ----------------- | ----------------- |
| 범일초등학교 교차로         | 범안로3길 범안로4길                       | 대구광역시        | 수성구            |                   |
| 용지네거리                  | 대구광역시도 제77호선 (지범로)            | 대구광역시        | 수성구            |                   |
| 용지역                      |                                           | 대구광역시        | 수성구            |                   |
| 관계삼거리                  | 대구광역시도 제23호선 (청호로)            | 대구광역시        | 수성구            |                   |
| 당고개                      |                                           | 대구광역시        | 수성구            |                   |
| 삼덕 요금소                 |                                           | 대구광역시        | 수성구            | 본선요금소        |
| (대덕마을앞)                | 미술관로 범안로60길 범안로64길 범안로65길 | 대구광역시        | 수성구            |                   |
| 범안삼거리 (연호지하차도)   | 대구광역시도 제28호선 (유니버시아드로)    | 대구광역시        | 수성구            |                   |
| 연지교                      | 달구벌대로576길 범안로91길                | 대구광역시        | 수성구            |                   |
| 연호네거리 (연호고가차도)   | 국도 제25호선 (달구벌대로)                | 대구광역시        | 수성구            |                   |
| 고모 요금소                 |                                           | 대구광역시        | 수성구            | 본선요금소        |
| 가천교                      |                                           | 대구광역시        | 수성구            |                   |
| 범안대교                    |                                           | 대구광역시        | 수성구            |                   |
| 동구                        |                                           | 대구광역시        |                   |                   |
| 율하지하차도                | 율하서로                                  | 대구광역시        |                   |                   |
| 율하역 교차로 (율하고가교)  | 국도 제4호선 (안심로)                     | 대구광역시        |                   |                   |
| 율하교 동단                 | 반야월로 반야월로14길                     | 대구광역시        |                   |                   |
| 안심고가교                  |                                           | 대구광역시        |                   |                   |
| 율암 나들목                 | 혁신대로                                  | 대구광역시        |                   |                   |
| 대구외곽순환고속도로와 직결 |                                           |                   |                   |                   |

## 통행료
범안로 통행료는 2001년과 2002년부터 징수 개시 이후 요금이 한번도 인상되지 않았다. 2026년 8월 31일까지 징수할 계획이다.

2022년 1월1일부로 요금 인하

| 구분        | 경차 | 소형 | 대형 |
| ----------- | ---- | ---- | ---- |
| 삼덕 요금소 | 100  | 300  | 400  |
| 고모 요금소 | 100  | 300  | 400  |

## 주요 건물 및 시설
- KT범물빌딩 (대구광역시 수성구 범안로 33)
- 범물치안센터 (대구광역시 수성구 범안로 78)
- 용지역 (대구광역시 수성구 범안로 83)
- 범물아파트형공장 (대구광역시 수성구 범안로 93)
- 범안로 삼덕영업소 (대구광역시 수성구 범안로 265)
- 범안로 고모영업소 (대구광역시 수성구 범안로 585)